# 少年Magazine R
《少年Magazine R》是講談社旗下《月刊少年Magazine》編輯部發行的漫畫雜誌，於2015年4月20日創刊。《少年Magazine R》的傳達的概念是“憤怒”。發售日為偶數月的20日。
首批公佈的作品有：加藤元浩的《神通小偵探》系列新作《Q.E.D. iff －證明終了－》、水薙龍的《IVORY DARK》、城平京的推理小說《虛構推理》漫畫版、色原三的《欲鬼》、的《認真系人渣的日常》（まじめ系クズの日常）五部作品。